# Johann Jakob Balmer

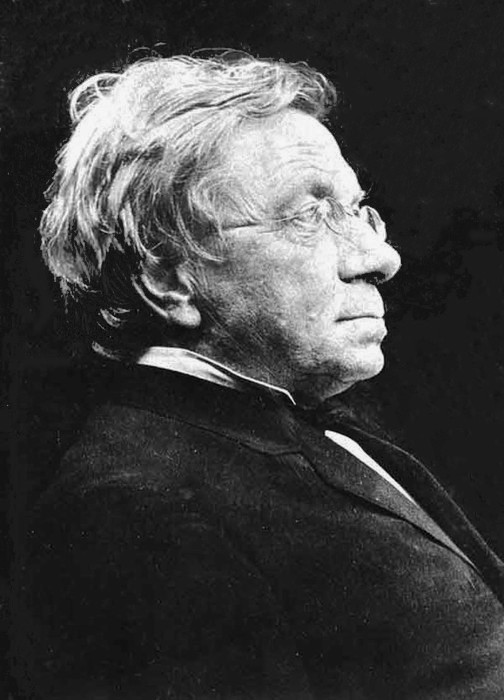
Johann Jakob Balmer

Johann Jakob Balmer (* 1. Mai 1825 in Lausen, Kanton Basel-Landschaft; † 12. März 1898 in Basel) war ein Schweizer Mathematiker und Physiker. Mit der Balmer-Serie lieferte er eine wichtige Formel zur Spektroskopie.

## Leben

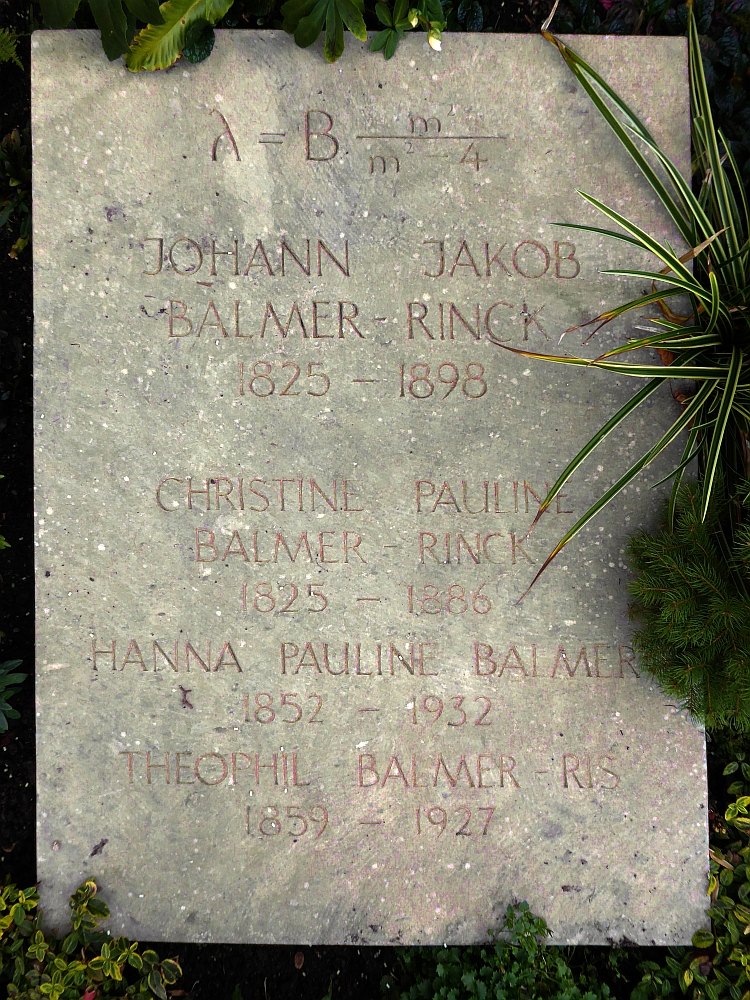
Grab auf dem Friedhof Wolfgottesacker, Basel

Balmer, Sohn eines Ziegeleibesitzers und Politikers, studierte zuerst Philologie und Mathematik an der Universität Basel. Danach folgte ein Architekturstudium am Polytechnikum Karlsruhe und an der Universität Berlin. 1849 promovierte er an der Universität Basel über die Zykloide.
Von 1859 bis zu seinem Tode 1898 arbeitete er als Mathematiklehrer (Schreib- und Rechenlehrer) an der Unteren Töchterschule in Basel. Daneben war er von 1865 bis 1890 als Privatdozent an der Universität Basel tätig, wobei sein Kerngebiet die Darstellende Geometrie war.
Neben seiner Lehr- und Forschertätigkeit bekleidete er auch verschiedene öffentliche Ämter: Er sass im Basler Grossen Rat, amtierte als Schulinspektor und Armenpfleger und war Mitglied des Kirchenvorstands.
Er heiratete 1850 Christine Pauline Rinck (1825–1886), die Tochter eines Pfarrers von Grenzach. Das Ehepaar hatte sechs Kinder, darunter den Schweizer Maler Wilhelm Balmer.

## Werk
Balmer war sehr vielseitig in seinen Interessen. Er beschäftigte sich mit Kabbalistik und Numerologie, so errechnete er zum Beispiel die Stufenanzahl von Pyramiden oder den Grundriss biblischer Tempel. Ausserdem beschäftigte er sich mit Architektur, Sozialhygiene und sozialem Wohnungsbau und darüber hinaus mit den gemeinsamen Grundfragen von Naturwissenschaft, Philosophie und Religion.
1885 fand er durch eine visuelle Analogie zur perspektivischen Verkürzung einer von der Seite betrachteten Säule eine einfache Formel, die es ermöglichte, die Wellenlänge für eine Serie von Spektrallinien des Elements Wasserstoff wiederzugeben, die der Schwede Anders Jonas Ångström 1866 und der Engländer William Huggins 1879 zuvor bestimmt hatten. Balmer fand heraus, dass sich die Wellenlängen des Wasserstoffspektrums als Differenz der Kehrwerte der Quadrate ganzer Zahlen ergaben, mit einem gemeinsamen Faktor, der später als Rydberg-Konstante bezeichnet wurde (Balmer-Serie).
Erst die Entwicklung der Quantenphysik zu Beginn des 20. Jahrhunderts durch Niels Bohr (1913) lieferte eine Erklärung für die Balmer-Formel.
Der Mondkrater Balmer und der Asteroid (12755) Balmer sind nach ihm benannt – ebenso eine Straße (J.J. Balmer-Strasse) im Gundeldingerquartier in Basel.

## Schriften
- Ueber Arbeiter-Wohnungen in und um Basel. s. n., Basel 1853 (Digitalisat; mit Plänen und Kostenberechnungen für eine auf der Breite ausgeführte Wohnsiedlung).
- Des Propheten Ezechiel Gesicht vom Tempel. Riehm, Ludwigsburg 1858 (Digitalisat).
- Die Naturforschung und die moderne Weltanschauung. Oeffentlicher Vortrag. Bahnmaier, Basel 1868 (Digitalisat).
- Wohnungsübelstände. Vortrag, gehalten in der Generalversammlung des Basler Bauvereins den 14. September 1878. s. n., Basel 1878.
- Die Wohnung des Arbeiters. Detloff, Basel 1883 (books.google.at).
- Notiz über die Spektrallinien des Wasserstoffs. In: Verhandlungen der Naturforschenden Gesellschaft in Basel. Band 7, Nr. 3, 1885, S. 548–560 (biodiversitylibrary.org); auch in: Annalen der Physik und Chemie. Band 261 (= Neue Folge. Band 25. Nr. 5, 1885, S. 80–87 gallica.bnf.fr).
- Die freie Perspektive. Vieweg, Braunschweig 1887.
- Gedanken über Stoff, Geist und Gott. Aphorismen. Werner-Riehm, Basel 1891.
- Eine neue Formel für Spektralwellen. In: Verhandlungen der Naturforschenden Gesellschaft in Basel. Band 11, Nr. 3, 1897, S. 448–460 (biodiversitylibrary.org); auch in: Annalen der Physik und Chemie. Band 296 (= Neue Folge. Band 60. Nr. 2, 1897, S. 380–391 gallica.bnf.fr).